# Міллстоун Тауншип (Нью-Джерсі)
Міллстоун Тауншип (англ. Millstone Township) — селище (англ. township) в США, в окрузі Монмаут штату Нью-Джерсі. Населення — 10 376 осіб (2020).

## Демографія
Згідно з переписом 2010 року, у селищі мешкало 10 566 осіб у 3301 домогосподарстві у складі 2890 родин. Було 3434 помешкання
Расовий склад населення:
| - 89,4 % — білих - 4,5 % — азіатів - 3,6 % — чорних або афроамериканців - 0,2 % — корінних американців |

До двох чи більше рас належало 1,5 %. Частка іспаномовних становила 5,5 % від усіх жителів.
За віковим діапазоном населення розподілялося таким чином: 28,4 % — особи молодші 18 років, 63,5 % — особи у віці 18—64 років, 8,1 % — особи у віці 65 років та старші. Медіана віку мешканця становила 42,6 року. На 100 осіб жіночої статі у селищі припадало 99,4 чоловіків;  на 100 жінок у віці від 18 років та старших — 99,3 чоловіків також старших 18 років.
Середній дохід на одне домашнє господарство  становив 161 784 долари США (медіана — 130 109), а середній дохід на одну сім'ю — 173 332 долари (медіана — 144 803). Медіана доходів становила 100 691 долар для чоловіків та 61 295 доларів для жінок. За межею бідності перебувало 4,6 % осіб, у тому числі 4,7 % дітей у віці до 18 років та 5,1 % осіб у віці 65 років та старших.
Цивільне працевлаштоване населення становило 5109 осіб. Основні галузі зайнятості: освіта, охорона здоров'я та соціальна допомога — 20,7 %, науковці, спеціалісти, менеджери — 18,0 %, фінанси, страхування та нерухомість — 11,6 %, роздрібна торгівля — 11,1 %.